# Zimní stadion Kobra
Zimní stadion Kobra Praha (Zimní stadión Konstruktiva) je sportovní stadion s ledovou plochou v Praze-Braníku v ulici Mikuleckého. Využívá jej hokejový klub HC Kobra Praha.

## Historie

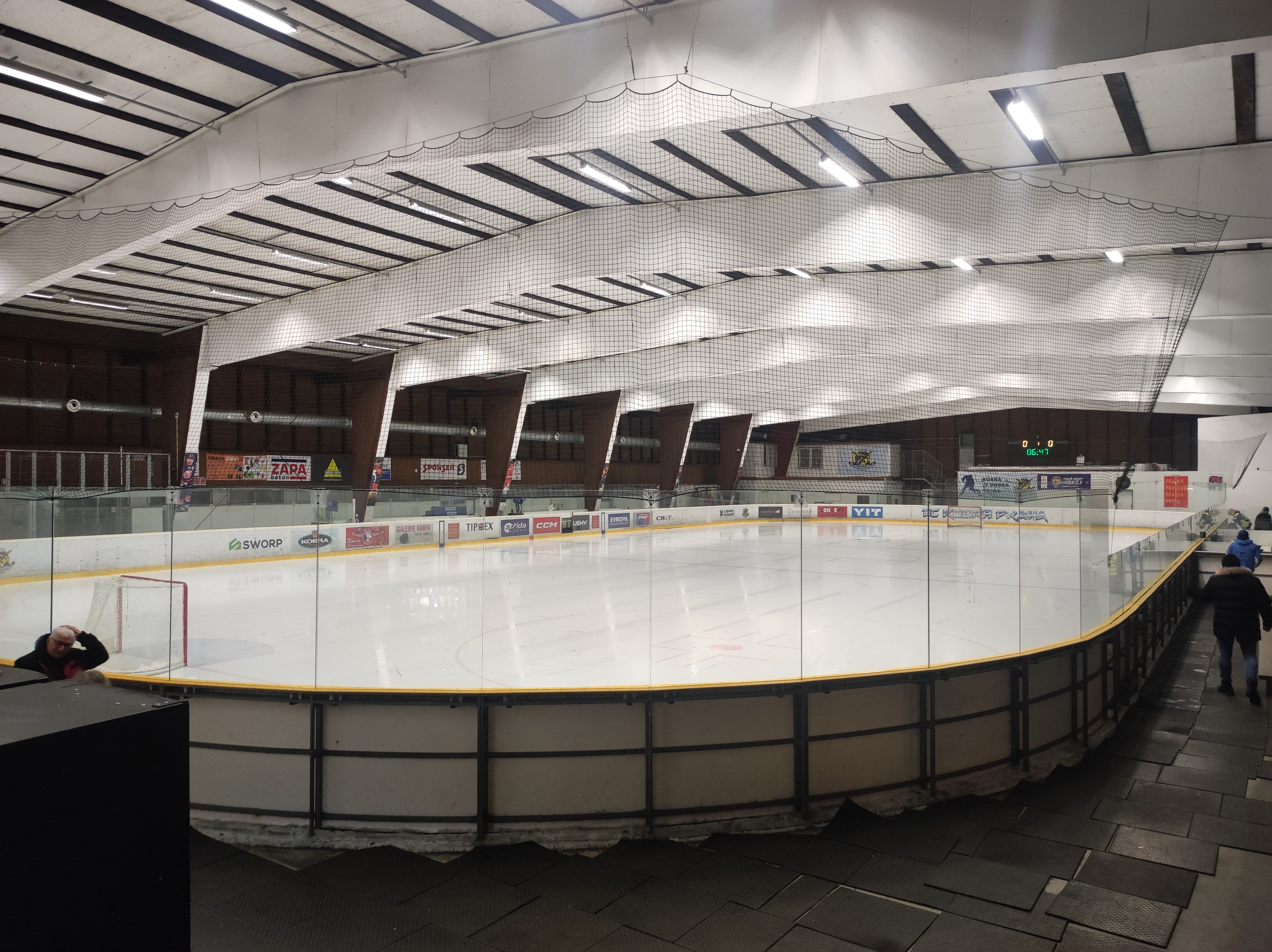
Interiér stadionu

Stadion s umělým ledem, původně nezastřešený, byl postaven v letech 1974–1977. Stojí ve svahu u areálu bývalého Odborného učiliště np. Konstruktiva a budov pro její zaměstnance; jeho výstavba stála 16 milionů Kčs. V době otevření měl šest vybavených šaten. Beton hrací plochy byl napuštěn speciální emulzí, zamezující pronikání vlhkosti, kterou připravilo vývojové oddělení np. Konstruktiva.